# Петър Протич
Петър Димитров Протич е български лекар, публицист и просветител.

## Биография
Протич е роден през 1822 година във Велико Търново. Той получава основното си образование в родния си град, а през 1844 година завършва медицина в Атина. Защитава докторат в Париж през 1852 г. През Кримската война работи като лекар в Руската армия, а по-късно се установява в Букурещ, където завежда Психиатричното отделение на болницата „Маркуца“. В периода 1857-1879 г. Петър Протич става професор по медицина, като издейства много стипендии за български студенти в Румъния. Възрожденецът е един от основателите и деен член на Добродетелната дружина. След Освобождението Протич е член на първия Медицински съвет в България и е дописен член на БАН.
Петър Протич се изявява като поет, който пише стихотворения на френски, гръцки, румънски и български език.
Умира в София през 1881 г.

## Памет
На Петър Протич е наречена улица в квартал „Полигона“ в София (Карта).